# 難為情 (電影)
《難為情》（韓語：창피해）為2011年於韓國上映的同性戀電影，由金秀賢導演及編劇。這部電影在第十五屆釜山國際影展進行了全球首映 ，並於第六十一屆柏林國際影展放映。

## 故事大綱
藝術教授鄭智友（金相賢 飾）正在尋找一個裸體模特，她將在展覽上展出一段影片。她的一個學生熙珍（徐玄振 飾）將這項工作推薦尹智友（金孝珍 飾），於是三名女子一起前往海灘拍攝影片。尹智友分享了過去和姜智友（金花雨 飾）的關係。這部電影通過三個智友的過去和現在，編織出了他們的關係。

## 演員
- 金孝珍 飾演 尹智友
- 金花雨（朝鲜语：김꽃비） 飾演 姜智友
- 金相賢（朝鲜语：김상현 (성우)） 飾演 鄭智友
- 徐玄振 飾演 熙珍
- 崔民勇 飾演 刑警
- 禹勝民（朝鲜语：올라이즈 밴드） 飾演 廚師
- 金重基（朝鲜语：김중기 (1966년)） 飾演 僧侶
- 珉錫 飾演 喜歡姜智友的男子
- 金善赫（朝鲜语：김선혁） 飾演 韓午基
- 盧益鉉（朝鲜语：노익현）

## 外部連結
- NAVER上《難為情》的資料
- daum （页面存档备份，存于）
- 韓國電影數據庫
- IMDb （页面存档备份，存于）（英文）